# 日野光慶
日野光慶（ひの みつよし、天正19年（1591年） - 寛永7年（1630年）1月2日）は、安土桃山時代から江戸時代前期にかけての公卿。

## 官歴
- 慶長3年（1598年）：従五位上、侍従
- 慶長16年（1611年）：正五位下
- 慶長17年（1612年）：左中弁、従四位上
- 慶長18年（1613年）：正四位上、蔵人頭
- 慶長19年（1614年）：参議
- 元和元年（1615年）：従三位、左大弁、踏歌節会外弁
- 元和3年（1617年）：正三位
- 元和5年（1619年）：権中納言
- 元和6年（1620年）：従二位

## 系譜
- 父：日野資勝
- 母：烏丸光宣の娘
- 子：日野弘資